# 朝のリフトで
「朝のリフトで」（あさのリフトで）は、1982年2月にNHK『みんなのうた』で放送された楽曲。作詞：西沢実、作曲：中田喜直、編曲：服部克久、歌：ダークダックス。

## 概要
1970年に『みんなのうた』で放送された「風と光と 〜スキーのうた〜」を作詞作曲した西沢実・中田喜直のコンビが新たに手掛けたスキー場を舞台にした楽曲である。歌詞には1番は朝、2番は昼、3番は夜のスキー場での出来事が描かれているが、同番組での放送では3番の大半が省略された。また、同番組で使用された映像は、北海道札幌市内のスキー場にて撮影が行なわれた。
その後、本放送終了から9年後の1991年12月 - 1月に初めての再放送が行なわれた。2019年12月 - 1月にはラジオのみだが28年ぶりの再放送。